# Monte Wade
Il Monte Wade è un'imponente montagna alta 4.085 m che fa parte dei Monti della Regina Maud, in Antartide. Rappresenta l'elemento più caratteristico dell'area circostante e la più alta elevazione delle Prince Olav Mountains. È situato a 6 km a nordovest del Monte Campbell ed è facilmente visibile dal Ghiacciaio Shackleton e dalla Barriera di Ross.
Fu scoperto nel 1911 dall'esploratore norvegese Roald Amundsen durante la sua spedizione verso il Polo Sud. Fu fotografato dall'esploratore statunitense Richard Evelyn Byrd nel 1929 nel corso dei suoi voli verso i Monti della Regina Maud.
La denominazione fu assegnata dal Comitato consultivo dei nomi antartici (US-ACAN)  in onore di F. Alton Wade (1903–78), geologo della spedizione antartica di Byrd (1933–35). Wade divenne anche "senior scientist" alla West Base dell'United States Antarctic Program (1939–41), nonché leader di due gruppi della Texas Tech Shackleton Glacier Expedition (1962–63 and 1964–65) e Senior Scientist USARP per la Terra di Marie Byrd Survey, nel 1966–67 e 1967-68.